# Ilybius hypomelas
Ilybius hypomelas är en skalbaggsart som först beskrevs av Mannerheim 1843.  Ilybius hypomelas ingår i släktet Ilybius och familjen dykare. Inga underarter finns listade i Catalogue of Life.